# Mehmed Celal Bey
Mehmed Celal Bey (en turc ottoman : محمد جلال بك), né en 1863 à Constantinople (Empire ottoman) et mort le 15 février 1926 dans la même ville (Turquie), est un haut fonctionnaire et homme politique ottoman, connu pour avoir été un témoin clé du génocide arménien. 
Au cours de sa carrière dans la fonction publique, il occupe successivement le poste de gouverneur dans les vilayets d'Erzurum, d'Andrinople, d'Aïdin, d'Alep, de Konya puis d'Adana. Entre-temps, il exerce également des fonctions politiques, successivement, en tant que ministre de l'Intérieur, ministre de l'Agriculture puis maire de Constantinople.
Celal Bey est connu pour avoir sauvé de nombreuses vies pendant le génocide arménien en défiant les ordres de déportation, préludes à la famine et aux massacres. En conséquence, il est démis de ses fonctions de gouverneur d'Alep et transféré à Konya, où il est de nouveau démis de ses fonctions pour avoir continué à faire obstacle aux déportations. Aujourd'hui, il est souvent surnommé l'Oskar Schindler turc.

## Biographie

### Jeunesse et débuts
Mehmed Celal Bey est né en 1863 à Kiziltoprak, à Kadıköy, un quartier de Constantinople (aujourd'hui Istanbul) dans l'Empire ottoman. Son père, Hasan Atif Bey, était un fonctionnaire du ministère des Finances. Celal Bey est diplômé de la Mekteb-i Mülkiye-i (maintenant la Faculté de sciences politiques (en) de l'université d'Ankara) en 1881. Il étudie ensuite les sciences agricoles à l'université de Bonn en Allemagne pendant trois ans. Il retourne à Constantinople où il épouse sa femme Rukiye Hanım. Celal Bey devient professeur de géographie dans un institut pour enseignants (darülmuallimin) en 1883. En 1884, il devient le directeur du lycée de Kastamonu. Par la suite, il occupe divers postes administratifs, notamment en tant qu'agent au centre télégraphique de Pera en 1887. Celal Bey devient ensuite le directeur de l'instruction publique à Trébizonde, Kastamonu et Salonique. En 1900, il reprend l'enseignement de la géographie, en tant que professeur à la Darülfünün. Il devient finalement le directeur de la Mekteb-i Mülkiye-i Şahane de 1908 à 1910,.

### Carrière politique

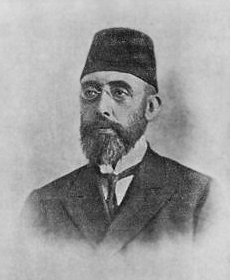
Mehmed Celal Bey en 1911.

En mars 1910, Mehmed Celal Bey est nommé gouverneur d'Erzurum. Il y sert jusqu'en juillet 1911, date à laquelle il est transféré à Andrinople ; en octobre 1911, il devient gouverneur d'Aïdin et y sert jusqu'en août 1912. Entre-temps, il est ministre de l'Intérieur de décembre 1911 à juillet 1912 et ministre de l'Agriculture de janvier à juin 1913. Il est nommé gouverneur d'Alep en juillet 1913. C'est pendant son mandat à Alep qu'il est témoin et proteste pour la première fois contre les déportations et les massacres du génocide arménien,,,. En raison de sa défiance envers la politique officielle contre les Arméniens, Celal Bey est démis de ses fonctions à Alep en juin 1915 et est transféré à Konya. Après avoir encore résisté aux ordres de déportation à Konya, il est de nouveau démis de ses fonctions de gouverneur le 3 octobre 1915.
Après la fin de la Première Guerre mondiale, il est nommé gouverneur d'Adana en novembre 1919 et y sert jusqu'en août 1920. Il est maire de Constantinople de juillet 1921 à mars 1922.

### Témoin du génocide arménien
En avril 1915, commence le génocide arménien, le gouvernement ottoman organise l'extermination systématique de ses sujets arméniens, minorités de l'empire. Le génocide perpétré pendant et après la Première Guerre mondiale est mis en œuvre en deux phases : le massacre massif de la population masculine valide par des exécutions et la soumission des conscrits de l'armée aux travaux forcés, suivi de la déportation des femmes, des enfants, des personnes âgées et des infirmes dans des marches de la mort vers le désert de Syrie. Forcés à avancer par des escortes militaires, les déportés sont privés de nourriture et d'eau et soumis à des vols, viols et massacres périodiques,.
Au cours de ces événements, Celal Bey pu sauver des milliers de vies ; ce qui lui vaut aujourd'hui d'être surnommé l'Oskar Schindler turc,. Alors qu'il est gouverneur d'Alep, Mehmed Celal Bey ne comprend pas au départ que les déportations visaient à « anéantir » les Arméniens : « J'avoue, je ne croyais pas que ces ordres, ces actions tournaient autour de l'anéantissement des Arméniens. Je n'ai jamais imaginé qu'un gouvernement puisse se charger d'anéantir ses propres citoyens de cette manière, détruisant ainsi son capital humain, qui doit être considéré comme le plus grand trésor du pays. J'ai présumé que les actions menées étaient des mesures découlant d'un désir d'éloigner temporairement les Arméniens du théâtre de la guerre et prises en raison des nécessités de la guerre ». Cependant, Celal Bey se rend compte plus tard qu'il s'était trompé et que le but est une « tentative d'anéantir » les Arméniens.

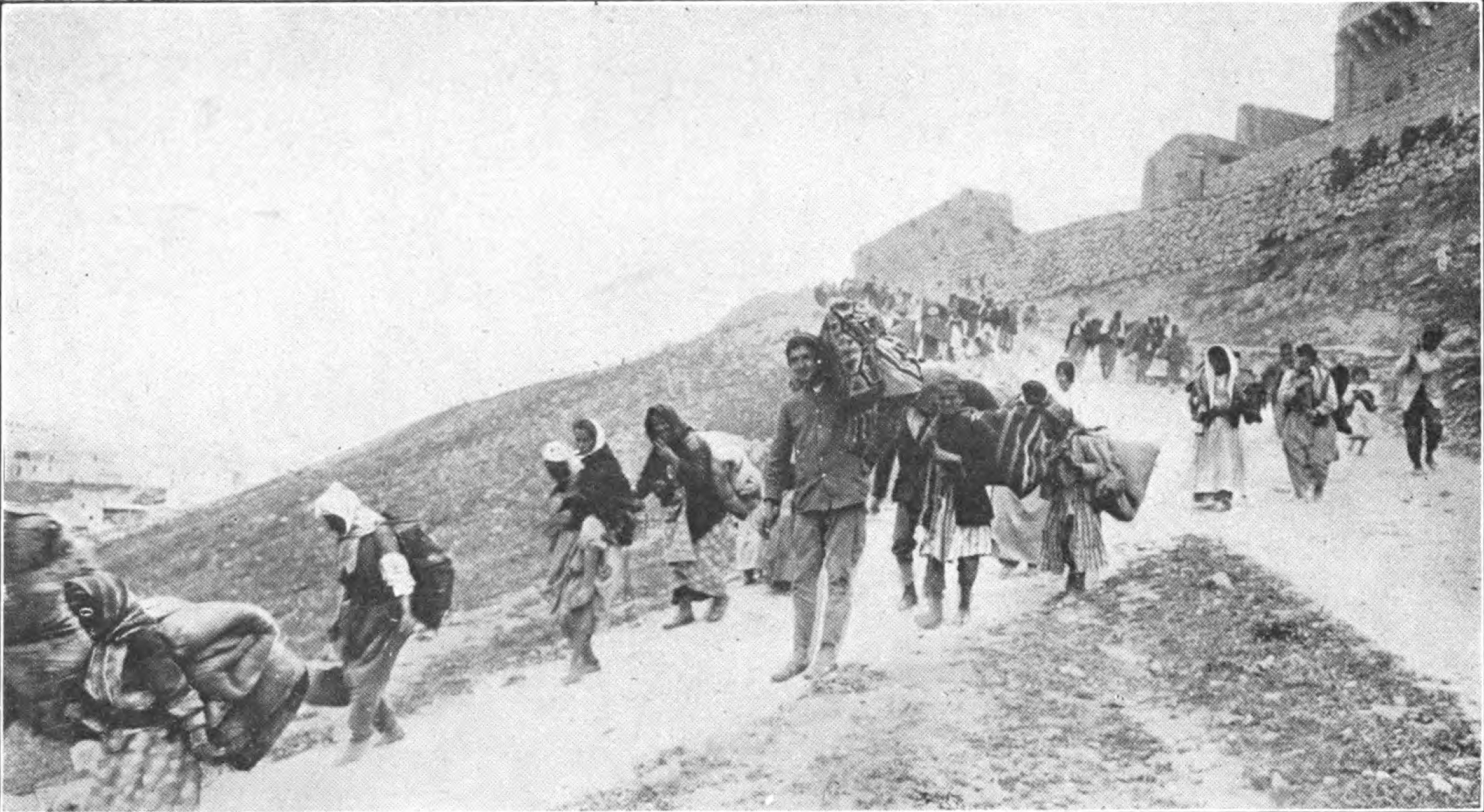
Déportation d'Arméniens.

Après avoir défié les ordres de déportation, Celal Bey est démis de ses fonctions de gouverneur d'Alep en juin 1915 et transféré à Konya. Alors que les expulsions se poursuivent, il demande à plusieurs reprises aux autorités centrales que des abris soient fournis aux déportés. Celal Bey envoie également de nombreux télégraphes et lettres de protestation au gouvernement central déclarant que « les mesures prises contre les Arméniens étaient, à tout point de vue, contraires aux intérêts supérieurs de la patrie ». Ses demandes et protestations sont, cependant, ignorées.
Sous prétexte de rechercher un traitement pour une affection oculaire, Celal Bey se rend à Constantinople et visite le siège du Comité Union et Progrès pour soulever ses objections concernant les déportations se déroulant à Konya. Il n'entreprend de rentrer qu'après avoir reçu l'assurance des autorités centrales que de telles déportations n'auraient pas lieu. Cependant, au moment où il rentre à Konya, presque tous les Arméniens de la ville ont déjà été déportés. Certaines familles arméniennes qui n'avaient pas encore été expulsées sont sauvées grâce aux efforts de Celal Bey. Il explique dans une interview au journal Jamanak en 1918 que : « La capitale faisait constamment pression sur moi pour les déplacer et les exiler. Cependant, je ne pouvais pas violer ma conscience ». Le 3 octobre 1915, Celal Bey est démis de ses fonctions de gouverneur de Konya pour avoir défié les ordres de déportation. Après son expulsion, les Arméniens restants, soit 10 000 personnes, sont déportés dans les trois jours,.
Mehmed Celal Bey se compare à « une personne assise au bord d'une rivière, sans aucun moyen de sauver qui que ce soit. Le sang coulait dans la rivière et des milliers d'enfants innocents, des vieillards irréprochables, des femmes sans défense, des jeunes hommes forts, dévalaient cette rivière vers l'oubli. Tous ceux que je pouvais sauver à mains nues, je les ai sauvés, et les autres, je pense qu'ils ont descendu la rivière pour ne jamais revenir »,.

### Mort
Le 15 février 1926, Mehmed Celal Bey meurt d'une crise cardiaque à son domicile d'Osmanbey, à Constantinople. Ses funérailles sont suivies par des milliers de Turcs et d'Arméniens.